# Lista de prefeitos de Várzea Grande (Mato Grosso)
Esta é a lista de prefeitos do município de Várzea Grande, estado brasileiro de Mato Grosso.
O cargo de prefeito foi criado em 11 de abril de 1835, pela assembleia provincial paulista, em reação aos amplos poderes conferidos pelo Código de Processo Criminal de 1832 às câmaras municipais. Seguiram o exemplo paulista seis províncias do nordeste brasileiro (Alagoas, Ceará, Maranhão, Paraíba, Pernambuco e Sergipe).
Sob a vigente ordem constitucional, essa designação é dada ao funcionário público do Poder Executivo municipal, que exerce seu cargo em função de uma legislatura (mandato), sendo para tanto eleito a cada quatro anos, podendo ser reeleito por mais 4 anos (segundo mandato).
Funções
O poder executivo municipal chefia a administração e comanda os serviços públicos, tendo como comandante o prefeito.
A partir da constituição brasileira de 1934, o cargo de prefeito passou a ser o único, em todo o Brasil, ao qual estão atribuídas as funções de chefe do poder executivo do governo local, em simetria aos chefes dos executivos da União e do estado, portanto, em forma monocrática. Este texto quer dizer que deverá haver harmonia e integração de ação entre as esferas envolvidas sem a intervenção de uma na outra, exceto nos casos previstos na Constituição Federal.
Eleições
O prefeito é eleito por sufrágio universal, secreto, direto, em pleito simultâneo em todo o País, realizado a cada quatro anos, no primeiro domingo de outubro.
E trinta dias após tem lugar o segundo turno, se o eleito em primeiro lugar não atingir 50% dos votos válidos mais um voto, no caso de municípios com mais de duzentos mil eleitores.
Conforme a legislação eleitoral atual no Brasil para tornar-se elegível, exige-se uma série de requisitos;
- Possuir nacionalidade brasileira ou portuguesa (neste caso, o cidadão português deve se encontrar amparado pelo Estatuto de Igualdade entre Portugueses e Brasileiros),
- Título de eleitor em dia e estar em gozo pleno do exercício dos direitos políticos,
- Domicilio eleitoral na circunscrição na qual o candidato se apresenta,
- Filiação partidária,
- Ser alfabetizado (tópico invalidado pela atual constituição brasileira de 1988),
- Desincompatibilização de cargo público — Se ocupa um cargo público deve sair seis meses antes das eleições e voltar caso possa só após seis meses ao pleito eleitoral,
- Renúncia de outro mandado até seis meses antes do pleito e não ser parente afim ou consangüíneo, até segundo grau, ou cônjuge de titular de cargo eletivo; pode, entretanto, ser candidato à reeleição (artigo 14 da Constituição),
- Ter idade mínima de 21 anos.

## Chefe do Executivo (período da República)
| Nº | Nome                                                                | Imagem | Início do mandato     | Fim do mandato      | Observações                                                                         |  |
| -- | ------------------------------------------------------------------- | ------ | --------------------- | ------------------- | ----------------------------------------------------------------------------------- |  |
| 1  | Major Gonçalo Romão de Figueiredo (1911– Várzea Grande, 14.06.2005) |        | 1º de janeiro de 1949 | 26 de julho de 1949 | Nomeado como governo provisório. Foi o primeiro Chefe do Executivo várzea-grandense |  |

## Interventores e Prefeitos (1949-atualidade)
| Nº | Nome                                                                                   | Imagem                | Partido                                          | Início do mandato       | Fim do mandato                                                 | Observações |
| 2  | Miguel Leite da Costa                                                                  |                       | Partido Social Democrático PSD                   | 27 de julho de 1949     | 31 de outubro de 1949                                          | Prefeito eleito em sufrágio universal, cassado pela justiça eleitoral e dando posse ao segundo colocado Gonçalo Botelho de Campos                                            |
| 3  | Benedito Gomes da Silva (Cuiabá, 19.08.1920– Várzea Grande, 04.01.2003)                |                       | União Democrática Nacional UDN                   | 31 de outubro de 1949   | 5 de novembro de 1949                                          | Prefeito escolhido pela Câmara de Vereadores |
| 4  | Gonçalo Botelho de Campos                                                              |                       | União Democrática Nacional UDN                   | 6 de novembro de 1949   | 1º de janeiro de 1951                                          | Câmara empossa o segundo colocado, Gonçalo Botelho de Campos |
| 5  | Estevão Ferreira da Cunha                                                              |                       | Partido Social Democrático PSD                   | 2 de janeiro de 1951    | 17 de março de 1951                                            | Prefeito escolhido pela Câmara de Vereadores |
| 6  | Júlio Domingos de Campos (1917– Várzea Grande, 20.09.2007)                             |                       | Partido Social Democrático PSD                   | 18 de março de 1951     | 26 de julho de 1953                                            | Prefeito eleito em sufrágio universal |
| 7  | Licínio Monteiro da Silva (Nossa Senhora do Livramento, 17.03.1903– Cuiabá 01.10.1992) |                       | Partido Social Democrático PSD                   | 27 de julho de 1953     | 27 de julho de 1957                                            | Prefeito eleito em sufrágio universal |
| 8  | Júlio Domingos de Campos (1917– Várzea Grande, 20.09.2007)                             |                       | Partido Social Democrático PSD                   | 28 de julho de 1957     | 28 de julho de 1961                                            | Prefeito eleito em sufrágio universal |
| 9  | Napoleão José da Costa                                                                 |                       | União Democrática Nacional UDN                   | 29 de julho de 1961     | 26 de julho de 1965                                            | Prefeito eleito em sufrágio universal |
| 10 | Gabriel de Mattos Müller (Três Lagoas, 11.10.1925– Cuiabá, 11.11.2009)                 |                       | Partido Social Democrático PSD                   | 27 de julho de 1965     | 20 de setembro de 1966                                         | Prefeito eleito em sufrágio universal |
| 11 | José Leite de Moraes                                                                   |                       | Aliança Libertadora Nacional ARENA               | 21 de setembro de 1966  | 31 de janeiro de 1967                                          | Vice-prefeito assume, com a renuncia de Gabriel de Matos Muller |
| 12 | Sarita Baracat de Arruda (Várzea Grande, 29.12.1930–09.10.2017)                        |                       | Movimento Democrático Brasileiro MDB             | 1º de fevereiro de 1967 | 31 de janeiro de 1970                                          | Prefeita eleita em sufrágio universal |
| 13 | Ary Leite de Campos (Várzea Grande, 12.06.1940–14.10.2013)                             |                       | Aliança Libertadora Nacional ARENA               | 1º de fevereiro de 1970 | 31 de janeiro de 1973                                          | Prefeito eleito em sufrágio universal |
| 14 | Júlio Campos (Várzea Grande, 11.12.1946–)                                              |                       | Aliança Libertadora Nacional ARENA               | 1º de fevereiro de 1973 | 31 de janeiro de 1977                                          | Prefeito eleito em sufrágio universal |
| 15 | Branco de Barros (Várzea Grande, 14.11.1938–)                                          |                       | ARENA                                            | 1º de fevereiro de 1977 | 31 de janeiro de 1983                                          | Prefeito eleito em sufrágio universal |
| 16 | Jayme Campos (Várzea Grande, 13.09.1951–)                                              |                       | Partido Democrático Social PDS                   | 1º de fevereiro de 1983 | 31 de dezembro de 1988                                         | Prefeito eleito em sufrágio universal |
| 17 | Carlos Augusto de Arruda Gomes (Várzea Grande, 07.05.1948–)                            |                       | Partido da Frente Liberal PFL                    | 1º de janeiro de 1989   | 31 de dezembro de 1992                                         | Prefeito eleito em sufrágio universal |
| 18 | Nereu Botelho de Campos (1950–)                                                        |                       | Partido da Frente Liberal PFL                    | 1º de janeiro de 1993   | 31 de dezembro de 1996                                         | Prefeito eleito em sufrágio universal |
| 19 | Jayme Veríssimo Campos (Várzea Grande, 13.09.1951–)                                    |                       | Partido da Frente Liberal PFL                    | 1º de janeiro de 1997   | 31 de dezembro de 2000                                         | Prefeito eleito em sufrágio universal |
| 19 | Jayme Veríssimo Campos (Várzea Grande, 13.09.1951–)                                    | 1º de janeiro de 2001 | Partido da Frente Liberal PFL                    | 31 de dezembro de 2004  | Prefeito reeleito em sufrágio universal                        | |
| 20 | Murilo Domingos (Jardinópolis, 21.02.1941–)                                            |                       | Partido Popular Socialista PPS                   | 1º de janeiro de 2005   | 31 de dezembro de 2008                                         | Prefeito eleito em sufrágio universal |
| 20 | Murilo Domingos (Jardinópolis, 21.02.1941–)                                            | 1º de janeiro de 2009 | Partido Popular Socialista PPS                   | 2 de março de 2011      | Prefeito reeleito em sufrágio universal, afastado pela justiça | |
| 21 | João Madureira dos Santos (Guarapuava, 22.08.1952–)                                    |                       | Partido Social Cristão PSC                       | 3 de março de 2011      | 11 de abril de 2011                                            | Prefeito escolhido pela Câmara, após o afastamento de Murilo Domingos e do vice Sebastião dos Reis Gonçalves ficando 1 mês e sete dias no cargo com a posse de Tião da Zaeli |
| 22 | Sebastião dos Reis Gonçalves (Patos de Minas, 20.01.1967–)                             |                       | Partido da República PR                          | 11 de abril de 2011     | 11 de abril de 2011                                            | Câmara empossa Sebastião dos Reis Gonçalves. |
| 23 | João Madureira dos Santos (Guarapuava, 22.08.1952–)                                    |                       | Partido Social Cristão PSC                       | 11 de abril de 2011     | 14 de abril de 2011                                            | Presidente da Câmara assume com o afastamento de Tião da Zaeli. |
| 24 | Sebastião dos Reis Gonçalves (Patos de Minas, 20.01.1967–)                             |                       | Partido Social Democrático PSD                   | 14 de abril de 2011     | 2 de maio de 2011                                              | Vice-prefeito eleito, assumiu com o novo pedido da justiça para a Câmara dar posse a Tião da Zaeli.                                                                          |
| 25 | Murilo Domingos (Jardinópolis, 21.02.1941–)                                            |                       | Partido da República PR                          | 2 de maio de 2011       | 27 de julho de 2011                                            | Afastado pela justiça e posteriormente cassado pela Câmara Municipal |
| 26 | Sebastião dos Reis Gonçalves (Patos de Minas, 20.01.1967–)                             |                       | Partido Social Democrático PSD                   | 27 de julho de 2011     | 30 de outubro de 2012                                          | Com o novo afastamento do prefeito Murilo Domingos, Sebastião dos Reis Gonçalves assume a prefeitura                                                                         |
| 27 | Antônio Gonçalo Pedroso de Barros, Maninho de Barros (Cuiabá, 20.09.1969–)             |                       | Partido Social Democrático PSD                   | 30 de outubro de 2012   | 31 de dezembro de 2012                                         | Escolhido pela Câmara, após renuncia de Sebastião dos Reis Gonçalves |
| 28 | Walace dos Santos Guimarães (Mucurici, 18.11.1961–)                                    |                       | Partido do Movimento Democrático Brasileiro PMDB | 1º de janeiro de 2013   | 5 de maio de 2015                                              | Prefeito eleito em sufrágio universal, cassado pela justiça eleitoral |
| 29 | Calistro Lemes do Nascimento, Jânio Calistro (Poconé, 14.10.1960–)                     |                       | Partido do Movimento Democrático Brasileiro PMDB | 5 de maio de 2015       | 6 de maio de 2015                                              | Escolhido pela Câmara, após a cassação do Prefeito |
| 30 | Lucimar Campos (Avaré, 12.03.1954–)                                                    |                       | Democratas DEM                                   | 7 de maio de 2015       | 31 de dezembro de 2016                                         | Câmara da posse a Lucimar Campos |
| 30 | Lucimar Campos (Avaré, 12.03.1954–)                                                    | 1º de janeiro de 2017 | Democratas DEM                                   | 31 de dezembro de 2020  | Prefeita reeleita em sufrágio universal                        | |
| 31 | Kalil Sarat Baracat de Arruda (Várzea Grande, 27.08.1981–)                             |                       | Movimento Democrático Brasileiro PMDB            | 1° de janeiro de 2021   | 31 de dezembro de 2024                                         | Prefeito eleito em sufrágio universal |
| 32 | Flavia Petersen Moretti de Araujo (Ribeirão Preto, 07.08.1974–)                        |                       | Partido Liberal PL                               | 1° de janeiro de 2025   | Atual                                                          | Prefeita eleita em sufrágio universal |

Legenda
| Cor        | Significado                                                                                                 |
| Verde      | Mandatários eleitos por votação direta (eleito pelo povo).                                                  |
| Bege       | Mandatários nomeados diretamente pelo governo federal, estadual ou pela Câmara dos Vereadores).             |
| Azul claro | Mandatários que assumiram no lugar de seu antecessor antes do fim do mandato do próprio (ou Vice-Prefeito). |